# FEB Eredivisie 2000-01
Het Eredivisie (basketbal)-seizoen 2000–01 was het 50e seizoen van de Nederlandse basketbaleredivisie. Hierin werd gestreden om het 54e Nederlands kampioenschap basketbal. 

## Teams
| Club                   | Plaats           | Stadion                   |
| ---------------------- | ---------------- | ------------------------- |
| BC Omniworld Almere    | Almere           | Topsportcentrum Almere    |
| EiffelTowers Nijmegen  | Nijmegen         | De Horstacker             |
| Vanilla Weert          | Weert            | Sporthal Boshoven         |
| MPC Donar              | Groningen        | Martiniplaza              |
| Canoe Jeans EBBC       | 's-Hertogenbosch | Maaspoort                 |
| Landstede Basketbal    | Zwolle           | ZAC Center                |
| Ricoh Astronauts       | Amsterdam        | Sporthallen Zuid          |
| Gunco Rotterdam        | Rotterdam        | Topsportcentrum Rotterdam |
| Conesco Den Helder     | Den Helder       | Sporthal De Slenk         |
| C3 Cobra's Den Haag    | Den Haag         | Sporthal Ockenburg        |
| NAC Basketbal          | Breda            | Gemeentelijk Sportcentrum |
| Image Center Werkendam | Werkendam        | De Crosser                |

## Regulier seizoen
| Kleur | Kwalificatie voor                |
| ----- | -------------------------------- |
|       | Kwalificatie voor play-offs      |
|       | Gedegradeerd naar tweede divisie |

### Groep A
| pos | club                   | gs | w  | v  | pnt |
| --- | ---------------------- | -- | -- | -- | --- |
| 1   | Ricoh Astronauts       | 32 | 24 | 8  | 48  |
| 2   | Conesco Den Helder     | 32 | 21 | 11 | 42  |
| 3   | Image Center Werkendam | 32 | 19 | 13 | 38  |
| 4   | BC Omniworld Almere    | 32 | 14 | 18 | 28  |
| 5   | NAC Basketbal          | 32 | 14 | 18 | 28  |
| 6   | C3 Cobra's Den Haag1   | 32 | 5  | 27 | 10  |

1 Cobra's Den Haag werd door de bond gedregadeerd omdat ze niet genoeg geld hadden om in de Eredivisie uit te komen. 

### Groep B
| pos | club                  | gs | w  | v  | pnt |
| --- | --------------------- | -- | -- | -- | --- |
| 1   | Vanilla Weert         | 32 | 20 | 12 | 40  |
| 2   | MPC Donar             | 32 | 19 | 13 | 38  |
| 3   | Canoe Jeans Den Bosch | 32 | 19 | 13 | 38  |
| 4   | EiffelTowers Nijmegen | 32 | 18 | 14 | 36  |
| 5   | Gunco Rotterdam       | 32 | 11 | 21 | 22  |
| 6   | Landstede Basketbal   | 32 | 6  | 26 | 14  |

## Playoffs
| Landskampioen 2002                  |
| ----------------------------------- |
| Ricoh Astronauts Amsterdam 3e titel |

|  | Kwartfinale | Kwartfinale            | Kwartfinale   |               |               | Halve finale     | Halve finale | Halve finale |  |  | Finale | Finale           | Finale |
|  |             |                        |               |               |               |                  |              |              |  |  |        |                  |        |
|  | A1          | Ricoh Astronauts       | 2             |               |               |                  |              |              |  |  |        |                  |        |
|  | B4          | EiffelTowers Nijmegen  | 0             |               |               |                  |              |              |  |  |        |                  |        |
|  | B4          | EiffelTowers Nijmegen  | 0             |               | A1            | Ricoh Astronauts | 3            |              |  |  |        |                  |        |
|  |             |                        |               |               | A1            | Ricoh Astronauts | 3            |              |  |  |        |                  |        |
|  |             | B2                     | MPC Donar     | 0             |               |                  |              |              |  |  |        |                  |        |
|  | B2          | B2                     | MPC Donar     | 0             | MPC Donar     | 2                |              |              |  |  |        |                  |        |
|  | B2          |                        |               |               | MPC Donar     | 2                |              |              |  |  |        |                  |        |
|  | A3          | Image Center Werkendam | 1             |               |               |                  |              |              |  |  |        |                  |        |
|  |             |                        |               |               |               |                  |              |              |  |  | A1     | Ricoh Astronauts | 4      |
|  |             |                        | B1            | Vanilla Weert | 2             |                  |              |              |  |  |        |                  |        |
|  | A2          | Conesco Den Helder     | 0             |               |               |                  |              |              |  |  |        |                  |        |
|  | B3          | Canoe Jeans EBBC       | 2             |               |               |                  |              |              |  |  |        |                  |        |
|  | B3          | Canoe Jeans EBBC       | 2             |               | B2            | Canoe Jeans EBBC | 2            |              |  |  |        |                  |        |
|  |             |                        |               |               | B2            | Canoe Jeans EBBC | 2            |              |  |  |        |                  |        |
|  |             | B1                     | Vanilla Weert | 3             |               |                  |              |              |  |  |        |                  |        |
|  | B1          | B1                     | Vanilla Weert | 3             | Vanilla Weert | 2                |              |              |  |  |        |                  |        |
|  | B1          |                        |               |               | Vanilla Weert | 2                |              |              |  |  |        |                  |        |
|  | A4          | BC Omniworld Almere    | 0             |               |               |                  |              |              |  |  |        |                  |        |

## Individuele prijzen
- Meest Waardevolle Speler:  Chris McGuthrie (Ricoh Astronauts)
- Coach van het Jaar:  Ton Boot (Ricoh Astronauts)
- Rookie of the Year:  Sydmill Harris (Ricoh Astronauts)

1960–1968 · 1968/69 · 1969–1977 · 1977/78 · 1978–2000 · 2000/01 · 2001/02 · 2002/03 · 2003/04 · 2004/05 · 2005/06 · 2006/07 · 2007/08 · 2008/09 · 2009/10 · 2010/11 · 2011/12 · 2012/13 · 2013/14 · 2014/15 · 2015/16 · 2016/17 · 2017/18 · 2018/19 · 2019/20 · 2020/21 · 2021/22